# شورای جهانی صلح
شورای صلح جهانی (اختصار به انگلیسی:WPC) یک سازمان بین‌المللی ضد امپریالیست، دموکراتیک، مستقل و غیر وابسته است که خواستار خلع سلاح جهانی، حاکمیت، استقلال و همزیستی صلح‌آمیز و مبارزات علیه امپریالیسم، جنگ‌افزار کشتار جمعی، ترویج مبارزات صلح در سراسر جهان به منظور مخالفت با «جنگ خواهی» توسط ایالات متحده آمریکا و همه اشکال تبعیض در جهان است. این سازمان در سال ۱۹۵۰ میلادی تأسیس شد و در دوران حضور اتحاد جماهیر شوروی از سیاست حزب کمونیست و اتحاد جماهیر شوروی حمایت کرد به همین علت تا حدی تأثیر و مقبولیتش را در کشورهای غیر کمونیست از دست داد.
اولین رئیس آن فردریک جولیوت کوری فیزیکدان و فعال فرانسوی بود. محل استقرار این شورا از سال ۱۹۶۸ تا ۱۹۹۹ در هلسینکی فنلاند بود، و از سال ۱۹۹۹ به بعد در پایتخت یونان «آتن» قرار دارد.

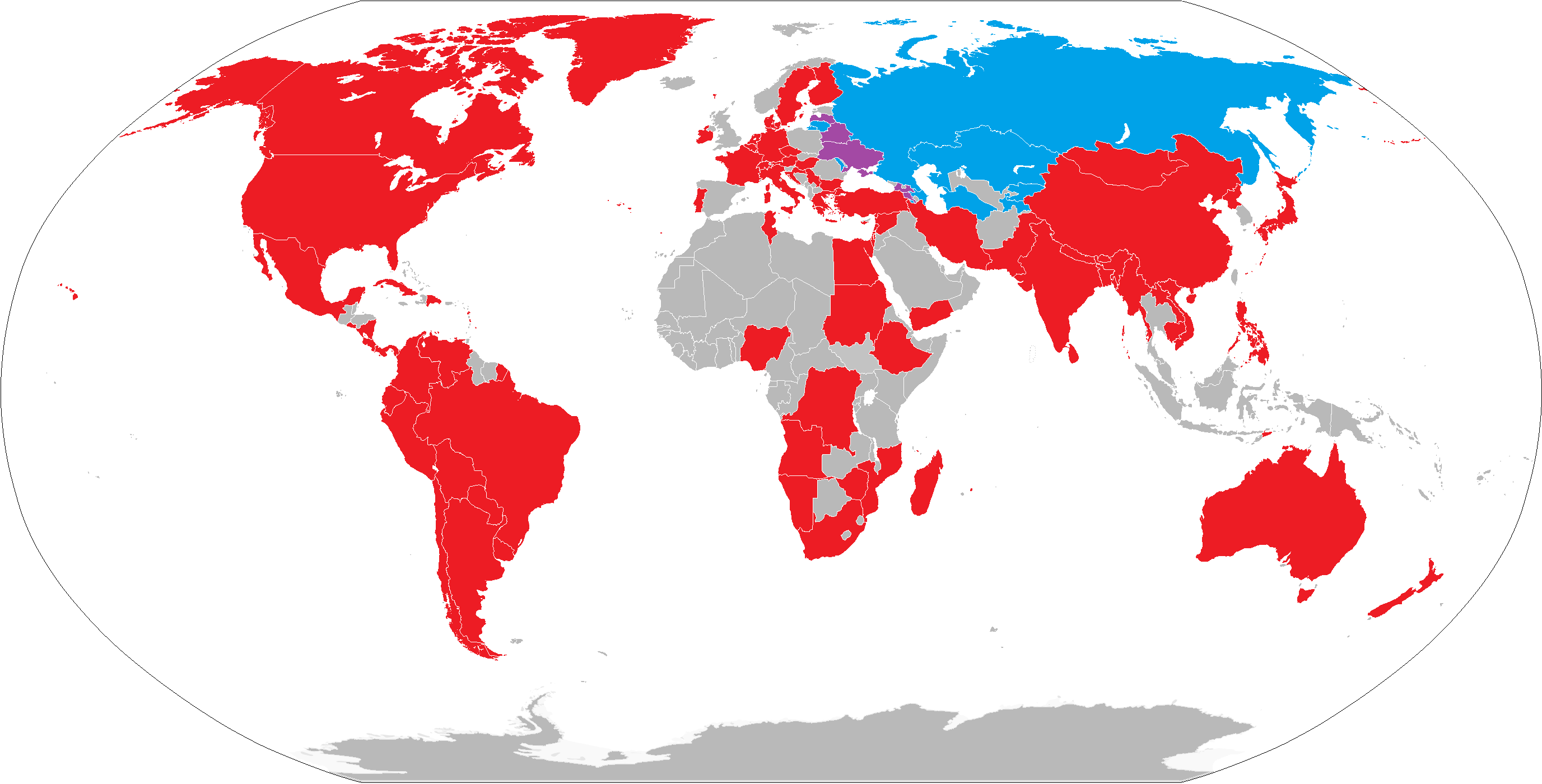
عضویت در شورای صلح جهانی :
کشورهای عضو
اعضای وابسته به فدراسیون بین‌المللی صلح و سازش
کشورهایی که هم عضو، و هم وابسته به فدراسیون بین‌المللی صلح و سازش هستند